# 연속 메모리 할당
연속 메모리 할당(Contiguous Memory Allocation) 프로세스들에게 연속된 메모리 공간을 할당해 주는 것을 말한다.

## 분류
- 단일 할당
- 분할 할당
  - 고정 분할 할당
  - 가변 분할 할당

## 같이 보기
- 메모리 할당